# Trdkova

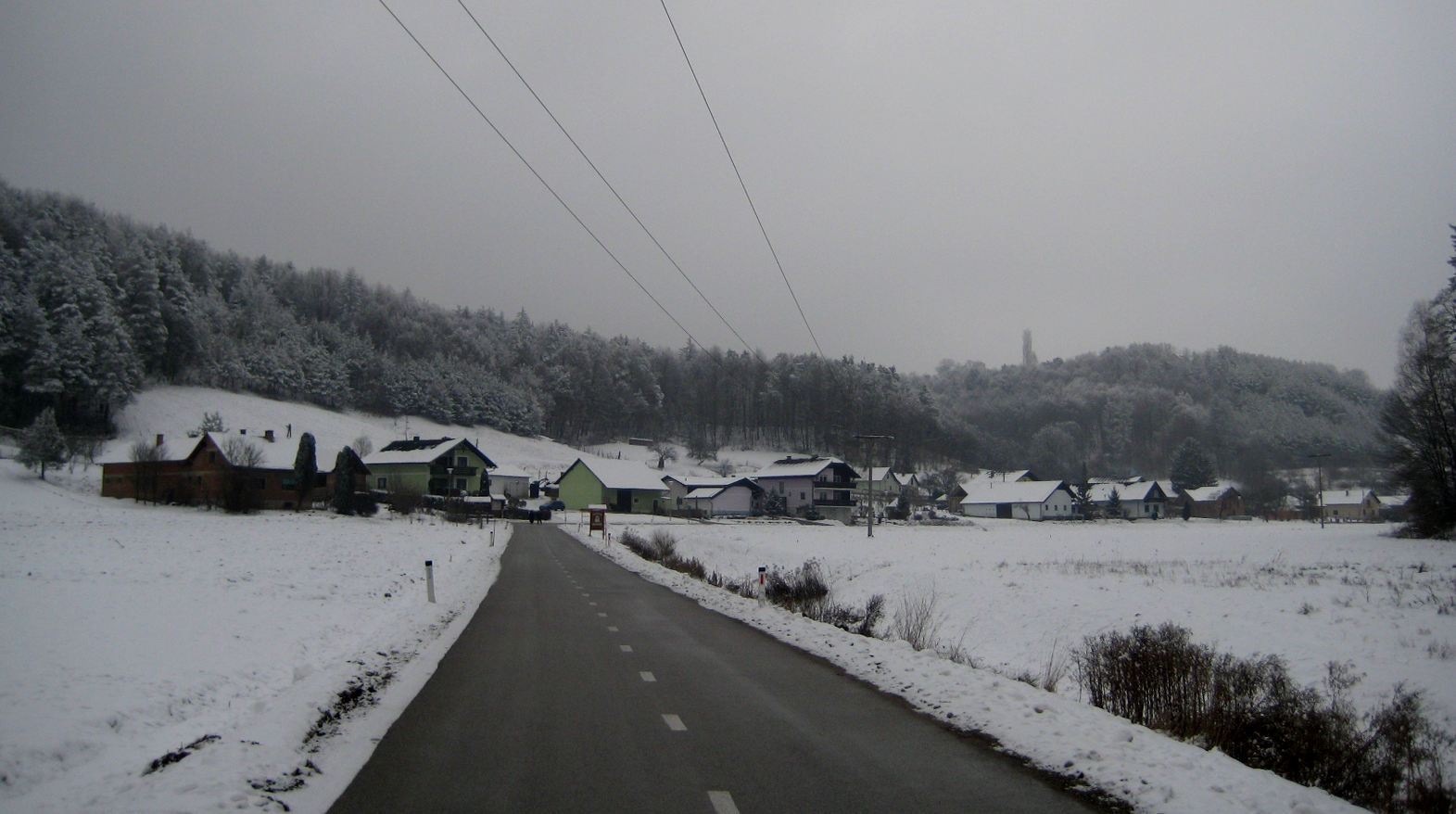
Trdkova im Winter

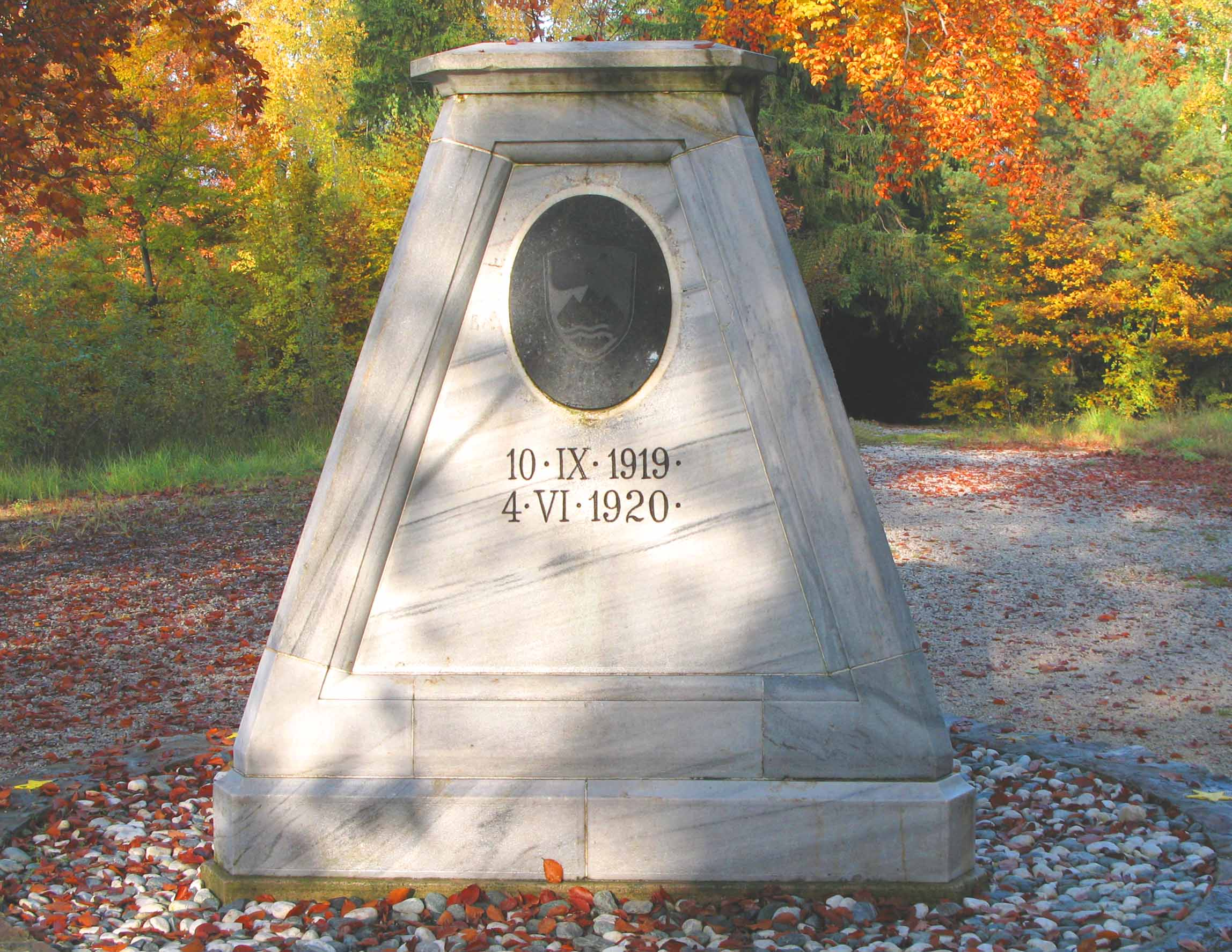
Grenzstein am Dreiländereck, Slowenische Seite

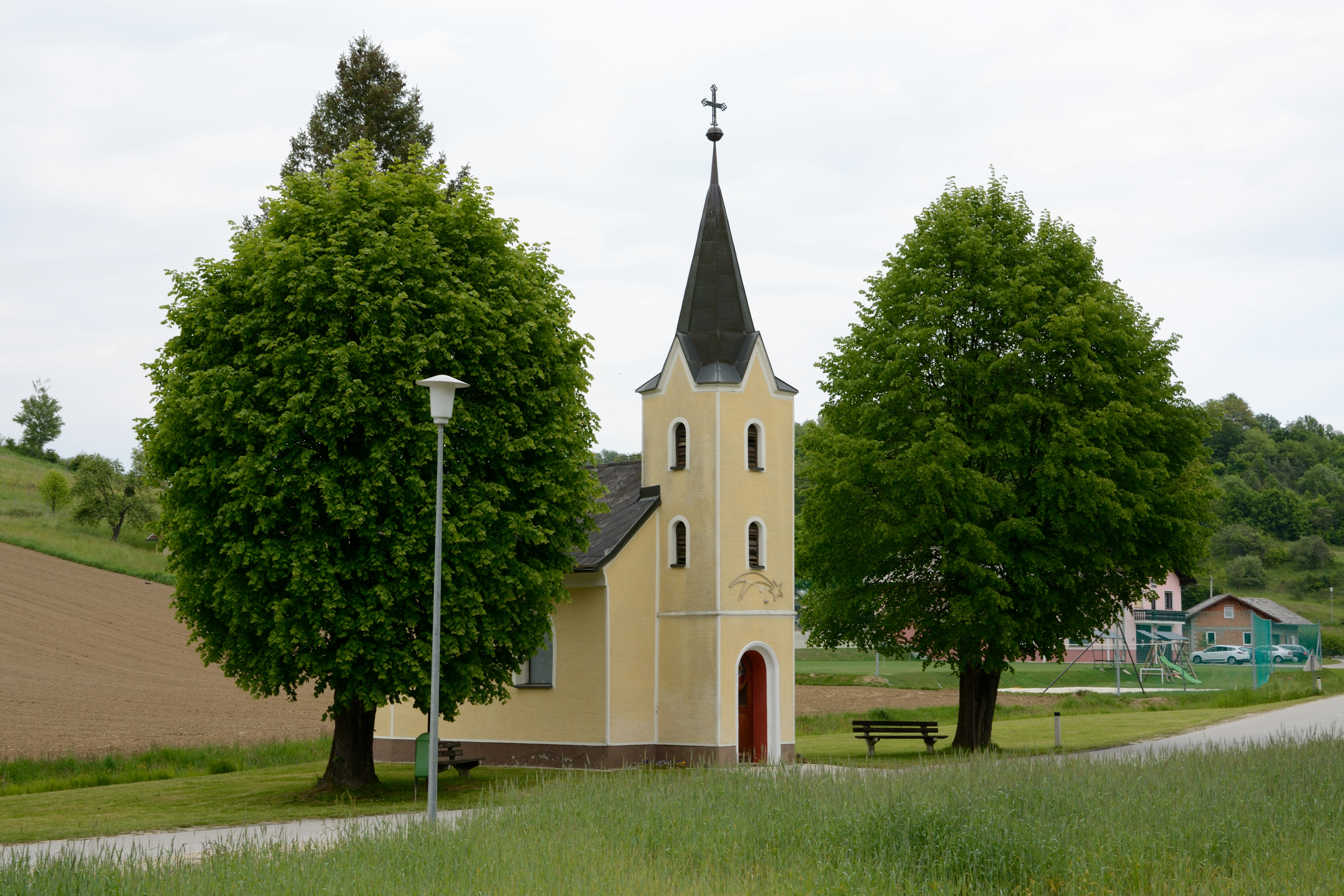
Kapelle Trdkova

Trdkova (ung.: Türke) ist ein Dorf und ein Ortsteil der Gemeinde Kuzma in der Region Prekmurje in Slowenien und zählt ca. 300 Einwohner.

## Geografie
Die Siedlung  liegt verstreut um das Quellgebiet des Lukaj-Baches, der den nordöstlichen Teil des Gemeindebereichs gegen Süden hin entwässert. Direkt an der Wasserscheide von Mur und Raab entspringt der Zeming-, Seniški- oder Türkebach, der nach Ungarn zur Raab hin abfließt. Die höchsten Erhebungen im Ortsbereich sind Slamarin breg (388 m. i. J.) und der Hügel Tromejnik (390 m. i. J.) mit dem Dreiländereck zwischen Slowenien, Österreich und Ungarn. Die großen Mischwaldungen der Gegend sind reich an Pilzen; außer Kiefern, Fichten und Buchen ist teilweise auch die Edelkastanie vertreten.

## Geschichte
Der Ort wird erstmals im Jahre 1387 urkundlich als Trekwlgh erwähnt, damals zugehörig zur Grundherrschaft Dobra, dem heutigen Neuhaus am Klausenbach im südlichen Burgenland. Im Jahre 1388 taucht die Bezeichnung Terkulge auf und für das Jahr 1499 ist der Ortsname Therekwelghye dokumentiert. In einem Protokoll der Diözese Raab/Győr für 1698 ist die Ortsbezeichnung Türke festgehalten.
Im 19. Jahrhundert wurde das Dorf mit der Nachbarsiedlung Martiny vereinigt und erhielt 1890 den amtlichen Ortsnamen Magasfóg. Die Ortschaft hatte damals 707 Einwohner, davon bekannten sich 701 als Slowenen, fünf als Deutsche und einer als Ungar, sie gehörte zum Bezirk Szentgotthárd des Komitats Eisenburg/Vas. 
Der Vertrag von Trianon schlug das Dorf dem Königreich SHS zu. Für den nun amtlich Trdkova genannten Ort wurden bei der Volkszählung am 31. Januar 1921 folgende Daten festgestellt: 735 Slowenen, alle Bewohner bekannten sich zum katholischen Glauben.
Bei der Zählung im Jahre 1931 wurden 591 Einwohner ermittelt, im Jahre 1961 waren es noch 448 und für das Jahr 1971 sind folgende Zahlen bekannt: 392 Einwohner, 93 Häuser, 94 Haushalte und 364 Dorfbewohner, die von landwirtschaftlichen Einkünften leben. 

## Sehenswürdigkeiten
Etwa eine Gehstunde von Trdkova entfernt befindet sich die Dreiländergrenze zwischen Österreich, Slowenien und Ungarn. Am 31. Mai 1924 wurde hier auf einem Hügel von 390 m üA. durch die internationale Grenzziehungskommission ein großer pyramidenförmiger Grenzstein aufgestellt. Die drei einzelnen Seiten der Pyramide zeigen das Wappen des jeweiligen Staates, die Jahreszahl der Grenzziehung, 10. September 1919, sowie das Ratifikationsdatum des Trianoner Vertrages, 4. Juni 1920.
Nach dem Zweiten Weltkrieg war das Denkmal durch die Ziehung des „Eisernen Vorhanges“ nicht mehr zugänglich. Seit Juni 1989 ist das Grenzdenkmal aus jedem der anrainenden Staaten wieder frei erreichbar. Im Jahre 1993 wurde das jugoslawische Wappen entfernt und das Hoheitszeichen der Republik Slowenien eingefügt.